# Самодельные автомобили СССР
Самодельные автомобили СССР — автомобили, разработанные и изготовленные не на автомобильных заводах СССР, а самостоятельно.

## История
Движение самодельных автомобилей в СССР началось после Великой Отечественной войны вместе с развитием технического творчества. В условиях дефицита легковых автомобилей энтузиасты начали собирать машины из доступных материалов. Первые из самодельных автомобилей были созданы в конце 1940-х годов.
В 1960-е годы усилиями журнала «Техника — молодёжи» были разработаны технические условия на самодельные конструкции. Тогда же в Москве прошли первые выставки самодельных автомобилей, в 1970-е—1980-е годы устраивались пробеги (как по СССР, так и по европейским странам СЭВ), передвижные и стационарные выставки самодельных автомобилей (в том числе формировались стенды в рамках крупных всесоюзных выставок автомобильной техники), о них писали в журналах «Моделист-конструктор» и «Техника — молодежи», рассказывали в телепрограмме «Это вы можете». 
Мотор ЗАЗ мощностью 30—40 л. с. годился только для компактных автомобилей, а ставить двигатели мощнее долгие годы технические требования к самодельным автомобилям не позволяли. Со временем стали ставить и более мощные моторы, и из-за системы оценки самодельных конструкций самодельные машины получали государственные регистрационные номера и право выехать на дороги общего пользования.
Высокий интерес в прессе к некоторым самодельным конструкциям привёл к признанию темы на самом высоком уровне в советском автопроме. Например, в начале 1980-х Александр Кулыгин (автор самодельного авто "Панголина") был приглашён работать на АЗЛК художником-конструктором, чуть позже туда пригласили Константина Громадзского. А специально под конструкторов Геннадия Хаинова и Дмитрия Парфёнова (авторы автомибелей "Лаура") была создана Ленинградская лаборатория НАМИ, созданный ими в 1987 году минивэн «Охта» (на агрегатах ВАЗ-2108) демонстрировали на Женевском автосалоне. Ранее высокую оценку творчеству Хаинова и Парфёнова дал Генеральный секретарь ЦК КПСС Михаил Горбачёв, отметив их талантливость, высокую техническую грамотность и нестандартность мышления. 
В организации конкурсов, выставок, автопробегов самодельных автомобилей принимали участие такие крупные ведомства как: Минавтосельхозмаш СССР, ЦК ВЛКСМ, ЦК ВОИР, ЦК профсоюза рабочих автомобильного и сельскохозяйственного машиностроения и другие.
К 1990-м годам с появлением доступных импортных и отечественных автомобилей постройка "самоделок" стала иметь ограниченный характер, уже имеющиеся образцы сдавались на металлолом, иногда — ради документов.
С 2000-х годов в связи с ужесточением законодательства регистрация полноценных самодельных автомобилей практически прекратилась.

## Массовость изготовления самодельных авто
Количество самодельных автомобилей, официально зарегистрированных в ГАИ в СССР, точно не известно, так как официальной статистики по этому поводу не публиковалось. Массовая регистрация самодельных автомобилей в СССР началась с 1950-х годов и продолжалась до конца 1980-х годов. По различным свидетельствам и воспоминаниям, в год регистрировалось от 50 до 300 автомобилей в масштабах всей страны. Это число включало как полностью оригинальные проекты, так и собранные по типовым чертежам, например, из журналов «Моделист-конструктор» или «За рулём». Учитывая этот темп, за весь период (30–40 лет) количество зарегистрированных самодельных автомобилей в СССР, вероятно, составляло около 2 000–4 000 единиц. Большая часть зарегистрированных самоделок приходилась на крупные города и регионы с развитыми клубами технического творчества (Москва, Ленинград, Киев, Новосибирск и др.). В сельской местности и небольших городах машины часто использовались без регистрации. 
О большинстве автомобилей информации не сохранилось в силу отсутствия отдельного учета и низкой исторической ценности для некоторых экземпляров, но имеются более-менее подробные сведения о примерно 150 самых ярких самодельных авто в СССР.  

## Некоторые образцы
- «Ихтиандр» — самодельный автомобиль-амфибия инженера Игоря Рихмана и А. Ревякина, появившийся в 1979 году. Машина была знаменитой — её показывали в телепередачах, снимали в кино (стал одним из главных героев кинофильма Путешествие будет приятным (1982), а также снимался в фильме Воскресенье, половина седьмого (1988)). У машины был гармоничный, герметичный дюралевый, то есть с пенопластовыми панелями, обшитыми алюминием, кузов и колпак для входа-выхода, сдвигавшийся назад, включавшим в себя часть крыши и боковые стёкла. Предусмотрены углубления-подножки по бокам для облегчения посадки через высокий борт. Мотор ВАЗ-2103 «Жигули», коробка передач ЗАЗ-966 «Запорожец» находились сзади и приводили колёса и осевой водомётный движитель. Водомёт соединялся с коленчатым валом мотора через эластичную муфту. Было можно при выезде из воды водомётный движитель и колёса использовать одновременно. Передняя и задняя подвески — независимые торсионные. Обе подвески — оригинальные. Автомобиль имел 3 радиатора, 2 из них охлаждались воздухом, ещё 1 — водой. На воде автомобиль развивал до 20 км/ч, на суше — 120 км/ч[19]. На воде «Ихтиандр» мог быть и яхтой с парусом[20].
- «Svajonė» (с лит. — «Мечта») — литовский самодельный автомобиль, построенный в 1966—1970 гг. конструктором Юозасом Тамкваичисом в городе Электренай. В 1972 году автомобиль в СССР получил золотую медаль за конструкционные и технические решения. В автомобиле установлен двигатель от ЗАЗ-968. Автомобиль отличался своими техническими особенностями — «Мечта» имела автоматическую регулировку высоты дверных окон, аэродинамика автомобиля была проработана до мельчайших деталей. В 2014 году автомобиль был обнаружен в плачевном состоянии, тогда началась его реставрация, которая продолжалась 2 года, и к 2016 году автомобиль был полностью восстановлен. Сегодня «Svajonė» экспонируется в Музее техники г. Молетай[21].

## Галерея

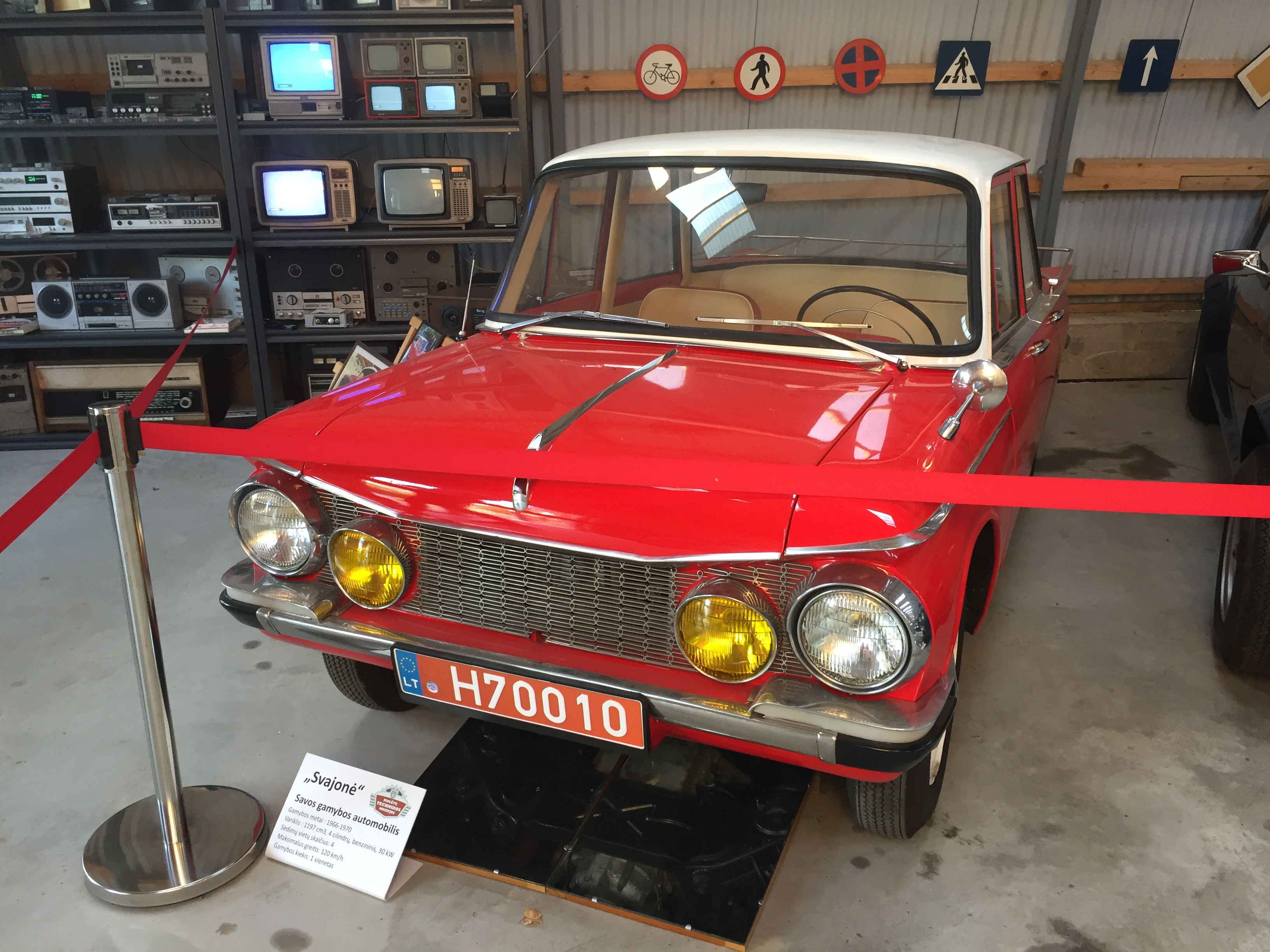
«Svajonė»
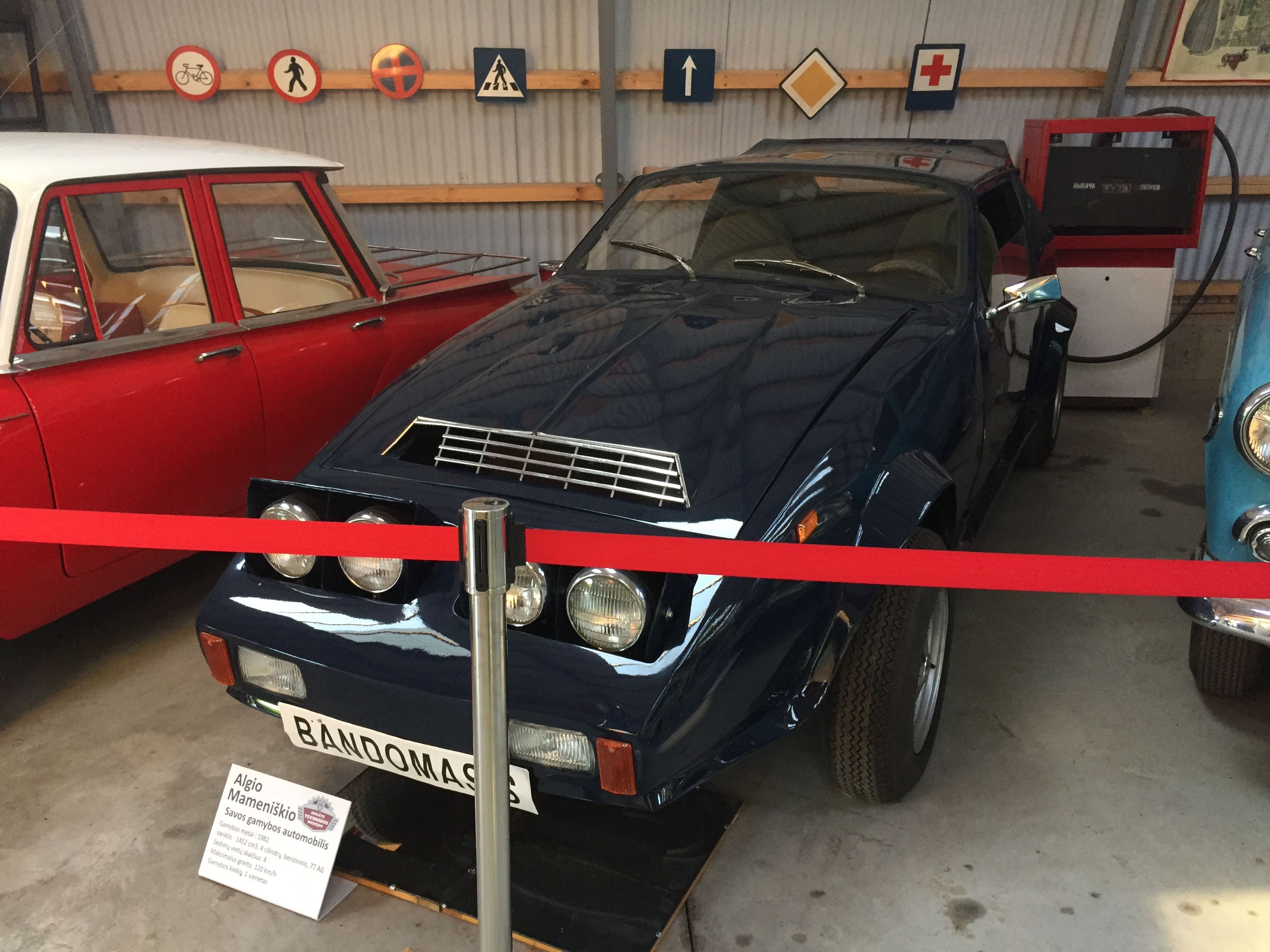
Algio Mameniškio automobilis
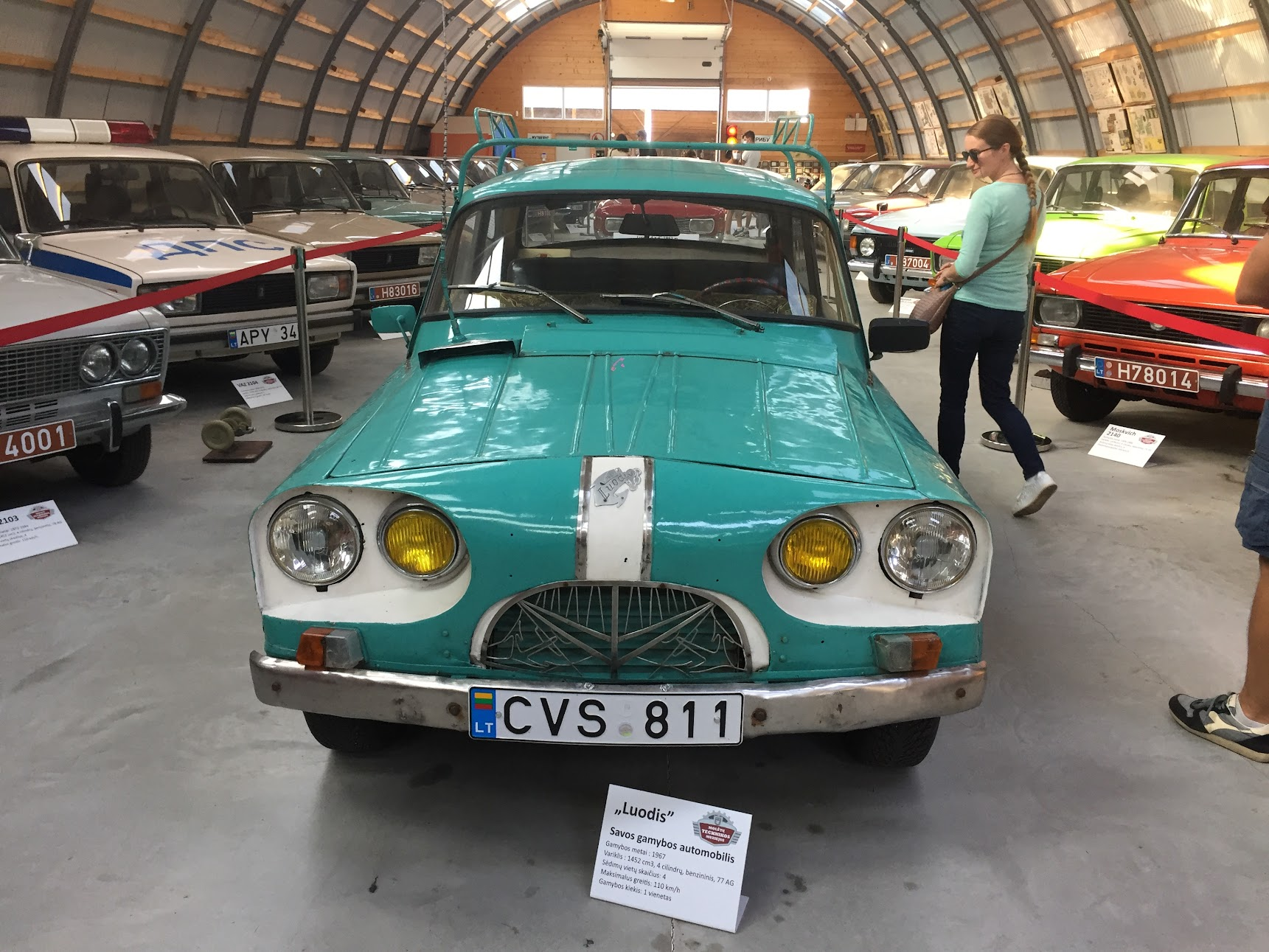
«Luodis»
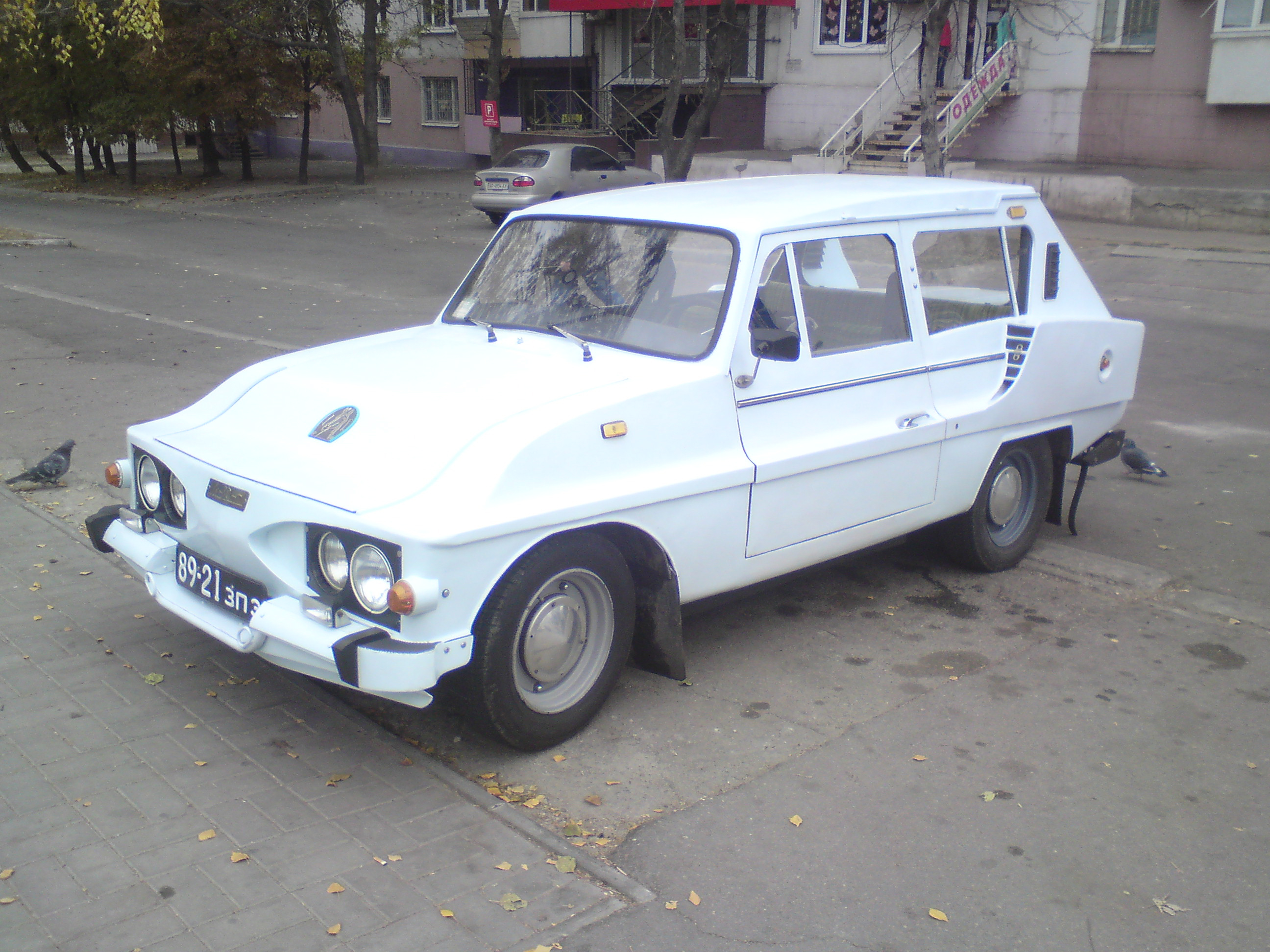

## В культуре
- х/ф Развлечение для старичков (СССР, 1976)[22]
- В 11-м выпуске мультсериала "Приключения кота Леопольда" появляется самодельный автомобиль, явно вдохновленный движением "Самавто"
- Х/Ф "Путешествие будет приятным" (СССР, 1982)
- Х/Ф "Скорость" (СССР, 1983)
- Х/Ф "Семь стихий" (СССР, 1984)